# Le Perron
Le Perron – miejscowość i gmina we Francji, w regionie Normandia, w departamencie Manche.
Według danych na rok 1990 gminę zamieszkiwało 160 osób, a gęstość zaludnienia wynosiła 34 osoby/km² (wśród 1815 gmin Dolnej Normandii Le Perron plasuje się na 726. miejscu pod względem liczby ludności, natomiast pod względem powierzchni na miejscu 907.).